# Spilogona orthosurstyla
Spilogona orthosurstyla är en tvåvingeart som beskrevs av Xue och Tian 1988. Spilogona orthosurstyla ingår i släktet Spilogona och familjen husflugor. Inga underarter finns listade i Catalogue of Life.